# Pokój w Apamei

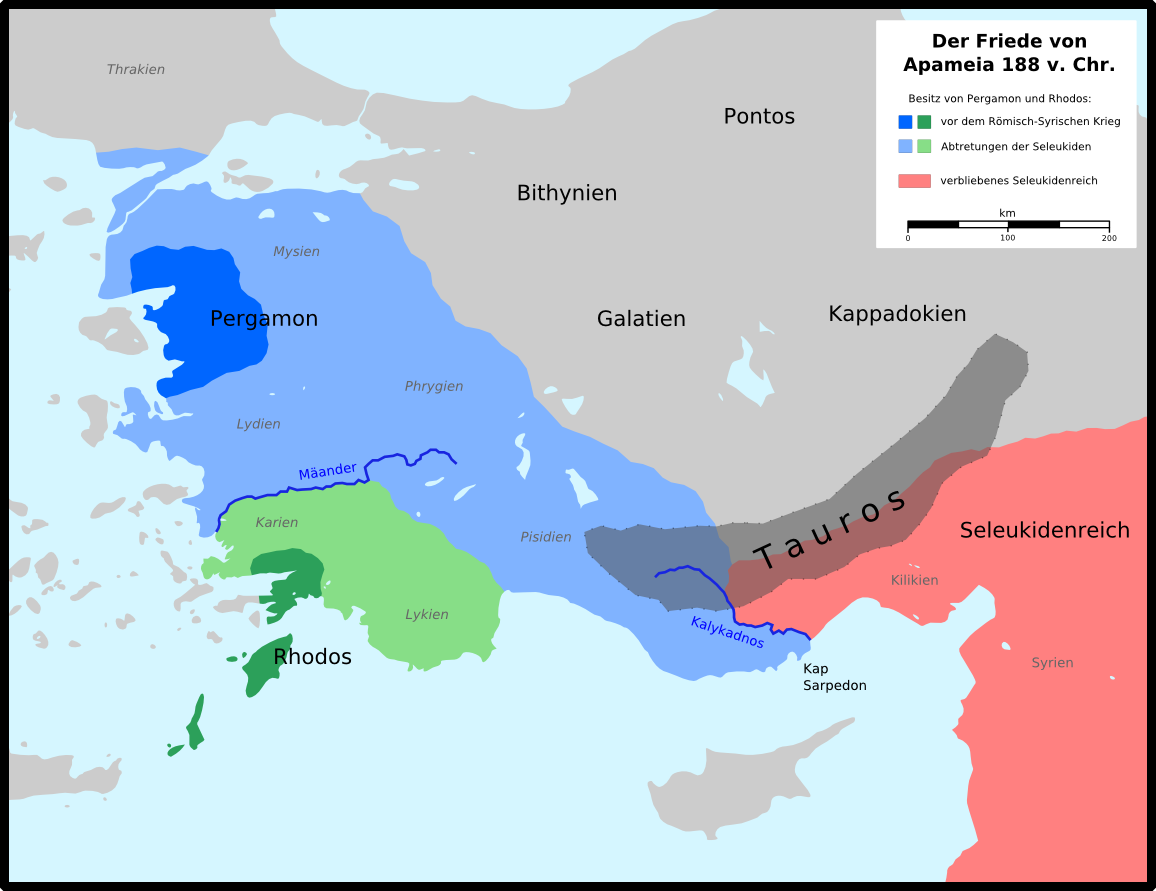
Posiadłości Pergamonu, Rodos i Seleukidów przed oraz po pokoju w Apamei.

Pokój w Apamei – traktat pokojowy zawarty w 188 r. p.n.e. w mieście Apamea Kibotos (Frygia, Azja Mniejsza) pomiędzy republiką rzymską a imperium Seleucydów.
Układ pokojowy był następstwem bitwy pod Magnezją w 190 r. p.n.e., w której armia rzymska, dowodzona przez konsula Lucjusza Korneliusza Scypiona (zwanego później Azjatyckim) oraz Publiusza Korneliusza Scypiona Afrykańskiego Starszego, wspierana przez oddziały Eumenesa II z Pergamonu, pokonała wojska króla Antiocha III Wielkiego z dynastii Seleucydów.
Na mocy postanowień pokoju w Apamei Antioch III zobowiązał się wycofać z Europy i z terenów w Azji Mniejszej na północ od gór Taurus oraz zapłacić Rzymowi od razu 500 eubejskich talentów na pokrycie kosztów wojny oraz 2500 talentów po ratyfikacji traktatu przez senat. Ponadto król zobowiązał się do uiszczenia 12000 talentów w 12 rocznych ratach. Oprócz olbrzymiej kontrybucji (wynoszącej w sumie 15000 talentów) władca państwa Seleukidów musiał oddać wszystkie słonie bojowe, a flotę wojenną ograniczyć do 12 okrętów. W razie konieczności obrony przed atakiem Seleukidzi zachowali prawo zwiększenia liczby okrętów wojennych. Ponadto Antioch III zobowiązał się nie rekrutować najemników z obszarów podległych Rzymowi, wydać wszystkich dezerterów i uciekinierów (m.in. Hannibala) i nie przyjmować zbiegów. Jako gwarancję dotrzymania warunków konsul miał zabrać do Rzymu 20 wybranych przez siebie zakładników oraz syna królewskiego, młodego Antiocha (przyszłego Antiocha IV Epifanesa).
W zamian za swoją pomoc Eumenes II (jako władca państwa klienckiego wobec republiki rzymskiej) otrzymał Chersonez Tracki, Frygię, Myzję, Lidię, Likaonię, Pizydię i Pamfilię, a także Efez, który jednak został przez Attalidów uznany za wolne miasto.
Pokój w Apamei oznaczał wzrost hegemonii Rzymu we wschodniej części basenu Morza Śródziemnego, aczkolwiek opartej na razie głównie na państwach klienckich.
Postanowienia traktatu są zachowane w „Dziejach” Polibiusza oraz w „Historii rzymskiej” Appiana z Aleksandrii